# Andria
Andria er en by i den syditalienske provins Barletta-Andria-Trani og ligger i regionen Apulien. Dens nabokommuner er Barletta, Canosa di Puglia, Corato, Minervino Murge, Ruvo di Puglia, Spinazzola og Trani. Byen har 97.146(2023)indbyggere og et areal på 407 km².

## Historie
Andria blev grundlagt i 1046. I 1228 døde Isabella II her i barselsseng. Hun var Frederik II's hustru nummer to, og hun havde tidligere i ægteskabet født den senere Konrad IV. Andria var blandt Frederik II's yndlingssteder at opholde sig,[kilde mangler] og det var også ham, der lod det imponerende Castel del Monte opføre. To af hans i alt fire hustruer ligger begravet i byen. I 2008 blev Andria en af de tre hovedstæder i den ny provins, Barletta-Andria-Trani.

## Seværdigheder
Den vigtigste seværdighed i selve byen er katedralen fra det 12. århundrede med en krypt fra det 8. århundrede. Men tager man de 16 kilometer i retning mod Bari, er den mest betydningsfulde seværdighed Castel del Monte, som Frederik II lod opføre ca. 1240.

## Erhvervsliv
De vigtigste brancher er vindyrkning samt oliven- og mandelproduktion.

## Kendte bysbørn
- Kardinal Corrado Ursi (1908-2003), Ærkebiskop af Napoli